# Polarkaplanen
Polarkaplanen var en hemlig sovjetisk anfallsplan under kalla kriget för att snabbt erövra strategiskt viktiga delar av Västeuropa i händelse av krig. Planen avslöjades av den avhoppade tjeckiske generalmajoren Jan Sejna i en serie tidningsintervjuer 1974.
I Polarkaplanen fanns även detaljerade planer för en invasion av de nordiska länderna, däribland Sverige som officiellt var neutralt under kalla kriget. Bland annat ingick en massiv invasion från Salla i finländska Lappland mot de svenska malmfälten i Norrland, samtidigt som 80 000 fallskärmssoldater skulle landsättas på strategiskt viktiga punkter i Sydsverige för attack en mot Stockholm söderifrån.